# Mokita
Mokita är ett kivilanskt ord som används på Trobriandöarnas (som tillhör Papua Nya Guinea) största ö Kiriwina, som betecknar den "sanning vi alla känner till men är överens om att inte tala om."